# Анана
Ана́на — озеро на северо-востоке Камчатского края.
Название в переводе с коряк. аӈаӈ — «лекарственное растение».
Находится на территории Олюторского района Камчатского края, из озера вытекает река Таманваям.
Площадь зеркала 7,64 км², площадь водосбора 53,8 км².